# Коростень (футбольний клуб)
Футбольний клуб «Коростень» — український футбольний клуб з міста Коростеня Житомирської області. Дворазовий володар кубка області. Виступав у другій лізі чемпіонату України. Брав участь у розіграші Кубка України з футболу 2008—2009 років. Заснований 2001 року на базі ФК «Локомотив». Дебютував у другій лізі 29 липня 2007 року в матчі проти тернопільської «Ниви» — 0:0. Припинив свою діяльність 2009 року після завершення футбольних змагань.

## Історія
ФК «Коростень» утворений у 2001 році на базі команди «Локомотив» Південно-Західної залізниці. У 2003 році команда брала участь у кубку України серед аматорських колективів, а у 2004 році і в чемпіонаті. Тричі поспіль — у 2003 - 2005 роках команда ставала срібним призером чемпіонату, та фіналістом кубка області. У 2006 і 2007 роках команда перемагала в кубку Житомирщини. Так, 2007 року в фіналі розіграшу кубка Житомирської області ФК «Коростень» переграв іншу коростенську команду «Хіммаш» у серії післяматчевих пенальті.
21 листопада 2008 року команда без поважної причини не з'явилася на гру з «Россю», за що їй зарахували технічну поразку. 4 квітня 2009 року 60 км від Коростеня зламався автобус, на якому команда їхала на матч до Рівного. На гру команда так і не потрапила. Дисциплінарний комітет ПФЛ вирішив, що ця причина не поважна і зарахував клубу технічну поразку. А згідно з регламентом за дві неявки на гру без поважної причини, команда знімається з чемпіонату. Тож 9 квітня 2009 року ФК «Коростень» був знятий з розіграшу і позбавлений професіонального статусу.
У 2009 році клуб став бронзовим призером чемпіонату Житомирщини.
У Коростені діє ДЮСШ «Локомотив» фізкультурно-спортивного товариства «Україна».
У 2010 році було утворено ДЮФК «Коростень», який в Чемпіонаті області посів третє місце.
Наступного, 2011, року команда почала виступати під назвою Спортивний Клуб «Коростень» (далі — СК «Коростень»). На розвиток клубу вплинула ситуація в Житомирській обласній федерації футболу. У 2011 році у Житомирській обласній федерації футболу стався розкол, внаслідок якого утворилися дві федерації футболу Житомирської області: ЖОСГО «Федерація футболу Житомирської області» (ФФЖО) на чолі з Олександром Коцюбком, визнана Федерацією футболу України, та ЖОСГО «Житомирська обласна федерація футболу» (ЖОФФ) на чолі з Юрієм Опанащуком, визнана управлінням молоді та спорту Житомирської ОДА, обидві з яких вважають себе єдиними легітимними представниками на Житомирщині. У 2011 році проводилися два незалежні чемпіонати області — один від ФФЖО Коцюбка (5 команд загалом), інший від ЖОФФ Опанащука (8 команд у вищій лізі, 15 команд у першій лізі, поділені на північну — 8 команд, і південну зони — 7 команд). В цій ситуації СК «Коростень» не міг вирішити кого підтримати. Так, у 2011 році він виступав у Чемпіонаті області (Коцюбко) та посів 2-ге місце, а в Кубку області (Опанащук) дійшов до фіналу. У 2012 році переміг в Чемпіонаті області (Опанащук) здобув перемогу, а в Кубку (Опанащук) дійшов до фіналу. Наступного року в Чемпіонаті області (Опанащук) посів друге місце, а в Кубку (Опанащук) — здобув перемогу. В сезоні 2014 року в Чемпіонаті (Коцюбко) та Кубку області (Коцюбко) здобули перемоги. У 2015 році клуб знову виграв Чемпіонат області.

## Досягнення
- Володар Кубка Житомирської області — 2006, 2007, 2013 (Опанащук), 2014 (Коцюбко);
- Фіналіст кубка Житомирської області: 2003, 2004, 2005, 2011 (Опанащук), 2012 (Опанащук);
- Переможець Чемпіонату Житомирської області — 2012 (Опанащук), 2014 (Коцюбко), 2015 (Коцюбко);
- Срібний призер чемпіонату області: 2003, 2004, 2005, 2011 (Коцюбко), 2013 (Опанащук);
- Бронзовий призер чемпіонату області: 2009.

## Всі сезони в незалежній Україні
| Сезон   | Чемпіонат | Чемпіонат | Чемпіонат | Чемпіонат | Чемпіонат | Чемпіонат | Чемпіонат | Чемпіонат |
| Сезон   | Ліга      | Місце     | І         | В         | Н         | П         | М         | О         |
| ------- | --------- | --------- | --------- | --------- | --------- | --------- | --------- | --------- |
| 2007/08 | Друга     | 8         | 30        | 11        | 11        | 8         | 26—22     | 44        |
| 2008/09 | Друга     | 15        | 32        | 8         | 2         | 22        | 24—42     | 23        |